# Hugon Seydel
Hugon Fryderyk Maurycy Seydel (ur. 1846, zm. 25 września 1928 w Warszawie) – warszawski kupiec, konsul honorowy Serbii, zbudował pierwszy zakład przyrodoleczniczy „Hugonówka” w Konstancinie-Jeziornie.

## Życiorys
Był synem Maurycego Seydla (1814–1902) i Emmy Teresy Bohm. Ojciec urodził się w Berlinie, ale gimnazjum ukończył w Piotrkowie Trybunalskim. Po odbyciu praktyki w warszawskiej winiarni Fukiera i na zachodzie Europy otworzył w 1842 roku własną winiarnię „Ermitage” w hotelu Warszawsko-Wiedeńskim. Około 1898 roku przeniósł ją do własnej kamienicy przy ul. Senatorskiej 36/38.  Seydlowie mieli 4 dzieci. Trzech synów: Hugona Fryderyka Maurycego, Emila i Pawła oraz córkę Albertynę. W 1890 roku kupili winnicę w Serbii i zostali nominowani na konsulów honorowych tego królestwa. Hugon był konsulem honorowym w Warszawie, a jego brat Paweł wicekonsulem. W latach 1842–1935 byli właścicielami firmy Dom Handlowy i Skład Hurtowy Win „Maurycy Seydel i Spółka”.
Hugo w 1903 roku na pograniczu Konstancina i Skolimowa kupił działkę i zbudował na niej pierwszy zakład przyrodoleczniczy nazwany od imienia fundatora „Hugonówką” oraz własną willę Zagłobin. Był członkiem zarządu warszawskiego Towarzystwa Opieki nad Zabytkami Przeszłości pełniąc funkcję skarbnika.
Hugo zmarł  25 września 1928 roku i został pochowany w grobie rodzinnym na cmentarzu ewangelicko-augsburskim.